# سلاويت (مرسان)
سلاويت هو دُوَّار يقع بجماعة سيدي علي بلقاسم، إقليم تاوريرت، جهة الشرق في المملكة المغربية. ينتمي الدوّار لمشيخة مرسان التي تضم 9 دواوير. يقدر عدد سكانه بـ 435 نسمة حسب الإحصاء الرسمي للسكان والسكنى لسنة 2004.

## روابط خارجية
- البوابة الوطنية للجماعات الترابية نسخة محفوظة 12 مارس 2018 على موقع واي باك مشين.
- المندوبية السامية للتخطيط